# ۴۹۴ (خورشیدی)
۴۹۴ چهارصد و نود و چهارمین سال هجری خورشیدی است.